# اندیس خور مرموس
خور مرموس یک اندیس غیرفلزی است که در حوالی شهر بندر خمینی استان خوزستان قرار دارد و مادهٔ معدنی موجود در آن، صدف آهکی است.سنگ میزبان این اندیس رسوبات ماسه ای ساحل است  